# Jean Titelouze
Jean (Jehan) Titelouze (* 1563 in Saint-Omer; † 24. Oktober 1633 in Rouen) war ein französischer Organist und Komponist.
Er wurde in seinem Geburtsort und in Douai zum Organisten ausgebildet und wirkte ab 1585 in Rouen, wo er im Jahre 1610 zum Kanonikus aufstieg.
Er wird auch als Gründer der französischen Orgelmusik bezeichnet, da er als einer der ersten Musik speziell für dieses Instrument schuf. Damit begann die Trennung von Orgelmusik und Musik für andere Tasteninstrumente.
Bekannt wurde er auch als Improvisateur und Theoretiker, sein bekanntestes Werk war seine Sammlung Hymnes de l’Eglise (1623).
Hörbeispiel: Conditor alme siderum für Orgelⓘ